# Verona infedele
Verona Infedele è stata una rivista satirica pubblicata a Verona dal 1988 alla fine degli anni novanta.
Il titolo del mensile era una parodia di quello dal settimanale diocesano veronese Verona fedele.
Fu fondato da Cesare Furnari, che ne fu direttore responsabile, e Alberto Cavazzuti (in arte Bogòn) che nel 1985 avevano iniziato la pagina satirica del quotidiano locale L'Arena e poi avevano deciso di mettersi in proprio.
Tra i collaboratori vi furono il disegnatore Milo Manara con la sorella Nives, il vignettista Sergio Staino, il caricaturista Gianni Burato, Claudio Bighignoli, Marco Belotti, Iaia Zanella e Alberto Cavazzuti.
La rivista si segnalò per aver annunciato in anticipo rispetto alle inchieste giudiziarie, attraverso le sue vignette, i nomi delle personalità coinvolte nelle vicende di Tangentopoli nella città scaligera nei primi anni novanta.